# Myrina nomion
Myrina nomion är en fjärilsart som beskrevs av Otto Staudinger 1891. Myrina nomion ingår i släktet Myrina och familjen juvelvingar. Inga underarter finns listade i Catalogue of Life.